# Třída Tordenskjold
Třída Tordenskjold byla třída pobřežních bitevních lodí norského královského námořnictva. Společně s novější třídou Eidsvold tvořily po několik dekád jádro norského námořnictva. Celkem byly postaveny dvě jednotky této třídy. Norské námořnictvo je provozovalo v letech 1898–1940. Za druhé světové války však již kvůli zastaralosti v rezervě. Obě plavidla byla první den německé invaze do Norska zajata v Hortenu a přestavěna na plovoucí protiletadlové baterie.

## Stavba
Stavba dvou jednotek této třídy byla objednána u britské loděnice Armstrong Whitworth v Elswicku. Obě jednotky byly do služby přijaty roku 1898.
Jednotky třídy Tordenskjold:
| Jméno            | Založení kýlu | Spuštěna        | Dodání      | Status |
| ---------------- | ------------- | --------------- | ----------- | --- |
| Tordenskjold     | 1896          | 18. března 1897 | březen 1898 | Dne 9. dubna 1940 zajata Němci, po přestavbě roku 1941 zařazena jako Nymphe, v květnu 1945 bombardována ve Svolværu.    |
| Harald Haarfagre | 1896          | 4. ledna 1897   | březen 1898 | Dne 9. dubna 1940 zajata Němci, po přestavbě roku 1941 zařazena jako Thetis, v květnu 1945 vrácena Norsku, sešrotována. |

## Konstrukce

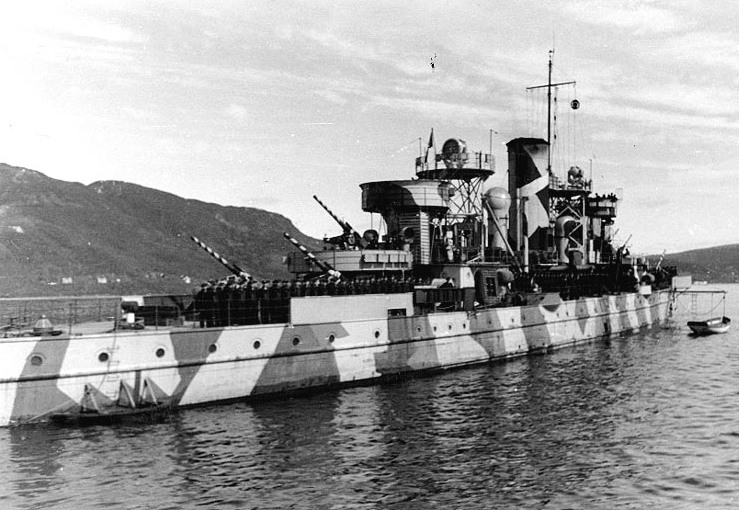
Plovoucí baterie Nymphe (ex Tordenskjold)

Výzbroj tvořily dva 210mm kanóny v jednodělových věžích, šest 120mm kanónů, šest 76mm kanónů, šest 37mm kanónů a dva 450mm torpédomety. Pohonný systém tvořily tři kotle a dva parní stroje s trojnásobnou expanzí o výkonu 4000 hp, pohánějící dva lodní šrouby. Nejvyšší rychlost dosahovala 16,9 uzlu. Dosah byl 5000 námořních mil při rychlosti 10 uzlů.

### Modernizace
Během služby třída neprošla žádnou rozsáhlejší modernizací. Hlavní změnou bylo posílení protiletadlové výzbroje na konci 30. let.